# 葉加瀬太郎
葉加瀬 太郎（はかせ たろう、1968年1月23日 - ）は、日本のヴァイオリニスト、作曲家、音楽プロデューサー。本名：髙田 太郎（たかた たろう）。旧姓：葉加瀬。大阪府吹田市生まれ。2017年現在はロンドン在住。身長178cm。代表作は「情熱大陸」。
ハッツマネージメント所属。レーベルは自身が音楽監督を務めるHATS UNLIMITED。
妻はタレントの髙田万由子、義祖父は医学者の北岡正見。作曲家の高井達雄とは遠い親戚に当たる（血の繋がりはない）。2児の父。

## 略歴
大阪出身。長男で、2人の妹が居る。京都市立堀川高等学校音楽科（現在の京都市立京都堀川音楽高等学校）卒業、東京芸術大学音楽学部器楽学科ヴァイオリン専攻中途退学。
4歳からヴァイオリンを習い始める。本人曰く「1学年10クラスもあった千里ニュータウンの団地っ子」だったことや、当時その団地の同級生の多くが習い事を始めており、「習い事ブーム」だったこともあって、自身も毎週金曜日に近所の公民館で練習していた。10歳で教室に通い始め技術を磨き、中学2年のとき西日本コンクールで2位となった。
東京芸術大学入学後、当時学生であった竹下欣伸、斉藤恒芳と共に結成された『クライズラー&カンパニー』の中心人物として音楽界に登場。クラシックやポップスといったジャンルの垣根を越えて人気を博すが、1996年に解散。
アート・リンゼイ・プロデュースによる『watashi』（1997年）でソロデビューを果たす。1996年から3年に渡ってセリーヌ・ディオンのワールドツアーに参加。
1999年、タレントの髙田万由子と結婚し、髙田姓に改姓。現在二児の父。
2004年、中島美嘉の楽曲「朧月夜〜祈り」（および同名のミニアルバム）をプロデュースし、『第55回NHK紅白歌合戦』に中島の伴奏で出演した。
2006年4月には、関西テレビの報道番組『FNNスーパーニュースアンカー』のテーマ曲「Beyond the Sunset」を石坂慶彦と共に手がける。2006年、志方あきこの2ndアルバム「RAKA」に1曲参加。
2007年3月、ゆずとコラボで「春風 meets 葉加瀬太郎」発売。
2010年9月から放送のNHKの連続テレビ小説『てっぱん』のテーマ曲と劇中音楽を手がけた。テーマ曲「ひまわり」は、子供の頃、父親が岡山県出身のため何度も訪れて遊んだ瀬戸内海をイメージして制作したものだという。
2014年から京都府によって行われている観光キャンペーン「もうひとつの京都、行こう」のため、組曲『もうひとつの京都』を作曲した。
2023年4月2日分からNHKのどじまんテーマ音楽と開催市町村の紹介VTR映像の際に流れるアレンジBGMが葉加瀬太郎編曲によるヴァイオリンテイストに変更された。
2020年からはピアニストの羽毛田丈史、ギタリストの天野清継、同じく田中義人、ドラマーの屋敷豪太、パーカッショニストの田中倫明、チェリストの柏木広樹、キーボーディスト・サクソフォニスト他の大島俊一、ベーシストの渡辺等、マニピュレーターの八巻誠による通称「スーパーバンド」がコンサートツアーに参加。2024年にこのメンバーと共に『Taro Hakase & the Lads』を結成、2月にブルーノート東京の公演でデビュー、8月にはアルバム『Vibrant』をリリースした。
2024年9月6日、顔面神経麻痺の「ラムゼイハント症候群」に罹患していることを公表した。

## 人物
はか扇子という名前をもじった扇子があり、それを使ったダンスをコンサートに取り入れている。はか煎餅、靴下履かせたろうなどのアイテムもある。
サッカー好きでプレミアリーグではアーセナルFCのファンである。
大の釣り好きでも知られており、最近では九州地方を拠点としているユーチューバーのグループで一般人の『釣りよかでしょう』のフォロワーで、自らオファーを出したのちに『釣りよか』に出演した。沖縄を拠点として活動しているユーチューバー『ハイサイ探偵団』の動画にも出演している。

## ディスコグラフィー

### シングル
|     | 発売日         | タイトル                            | 規格品番                        | 収録曲 | 備考                           |
| --- | -------------- | ----------------------------------- | ------------------------------- | --- | ------------------------------ |
| 1st | 1997年05月21日 | BEN                                 | ESDB-3764                       | 1. BEN（TV バージョン） 2. BEN | オリコン圏外                   |
| 2nd | 1997年11月21日 | Brazil                              | ESCB-1812                       | 1. Brazil〜Aquarela Do Brasil 2. Brazil〜Aquarela Do Brasil 3. Brazil〜Aquarela Do Brasil (super ai-ai mix) | オリコン圏外                   |
| 3rd | 1999年08月21日 | So Nice (SUMMER SAMBA)              | ESCB-2021                       | 1. So Nice (SUMMER SAMBA) 2. So Nice (SUMMER SAMBA) Instrumental | オリコン圏外                   |
| 4th | 2003年11月27日 | Migration                           | AVCD-30549                      | 1. Migration 2. ETERNAL 3. Migration (KARAOKE) 4. ETERNAL (KARAOKE) 5. Migration (KARAOKE LANA PART VERSION) 6. Migration (KARAOKE JAY PART VERSION) | オリコン圏外                   |
| 5th | 2006年03月01日 | 交響詩「希望」Symphonic Poem ‘Hope' | HUCD-10014B:CD+DVD UCD-10015:CD | 1. 交響詩「希望」Symphonic Poem “Hope” 第一楽章 序曲/1st mov.Overture 2. 交響詩「希望」Symphonic Poem “Hope” 第二楽章 賢者の行進/2nd mov.March of a Wise man 3. 交響詩「希望」Symphonic Poem “Hope” 第三楽章 ロード・オブ・ホープ/3rd mov.Road of Hope 4. 交響詩「希望」Symphonic Poem “Hope” 第四楽章 ロマンス/4th mov.Romance 5. 交響詩「希望」Symphonic Poem “Hope” 第五楽章 ロード・オブ・ホープ〜リフレイン/5th mov.Road of Hope〜Refrain | オリコン最高15位、登場回数16回 |

### 配信限定シングル
| 発売日         | タイトル                                                            |
| -------------- | ------------------------------------------------------------------- |
| 2006年5月3日   | THE BEST OF MOZART SELECTED BY TARO HAKASE                          |
| 2010年4月6日   | The Mission to Complete                                             |
| 2010年4月28日  | Come fly with me (サンデーフロントライン Ver.)                      |
| 2011年4月27日  | ひまわり〜アコースティックver〜                                     |
| 2015年1月21日  | 組曲 もうひとつの京都 第1曲 茶かほる 〜「お茶の京都」のテーマ〜     |
| 2015年1月21日  | 組曲 もうひとつの京都 第2曲 懐かしの里山へ 〜「森の京都」のテーマ〜 |
| 2015年1月21日  | 組曲 もうひとつの京都 第3曲 天とつながる海 〜「海の京都」のテーマ〜 |
| 2020年1月15日  | Legacy                                                              |
| 2023年4月9日   | Adagio～2023～ / NH&K TRIO                                          |
| 2023年10月9日  | 祝祭交響曲 〜あいち・なごやスポーツ応援ソング                       |
| 2023年11月25日 | キミのぽけっと 藤子・F・不二雄 生誕90周年記念楽曲                   |

### DVD
|      | 発売日         | タイトル                                                      | 規格品番     | 備考              |
| ---- | -------------- | ------------------------------------------------------------- | ------------ | ----------------- |
| 1st  | 2004年04月07日 | Traveling Notes CONCERT TOUR                                  | HUBD-10901   | オリコン最高121位 |
| 2nd  | 2005年03月24日 | What a Day...                                                 | HUBD-10902   | オリコン最高198位 |
| 3rd  | 2006年04月12日 | 葉加瀬太郎 meets Digital Hollywood「Bloom」                   | MHBP-70      | オリコン圏外      |
| 4th  | 2007年03月28日 | 10th Anniversary LIVE Box〜Smiles                             | HUBD-10910   | オリコン最高123位 |
| 5th  | 2009年03月18日 | 葉加瀬太郎 PREMIUM LIVE 2007〜2008 コレクターズ・エディション | HUBD-10907   | オリコン最高164位 |
| 6th  | 2011年03月30日 | 20th Anniversary Tour 2010 EMOTIONISM                         | HUBD-10924   | オリコン最高171位 |
| 7th  | 2012年03月28日 | CONCERT TOUR 2011 THE BEST OF TARO HAKASE                     | HUBD-10926   | オリコン最高220位 |
| 8th  | 2013年04月10日 | Taro Hakase Concert Tour 2012 WITH ONE WISH                   | HUBD-10930   | オリコン最高185位 |
| 9th  | 2014年09月03日 | TARO HAKASE World Tour 2013 JAPONISM                          | HUBD-10935   | オリコン最高187位 |
| 10th | 2017年03月22日 | Taro Hakase 25th ANNIVERSARY PICTURES BOX                     | HUBD-10945/9 | オリコン最高-位   |

### 主な参加作品
| 発売日         | タイトル                                                            | 規格品番                           | 収録曲 |
| -------------- | ------------------------------------------------------------------- | ---------------------------------- | --- |
| 2002年09月26日 | アストル・ピアソラ 没後10周年トリビュート                           | TOCE-55459                         | 19. リベルタンゴ（国内盤ボーナス・トラック）                                                                                        |
| 2004年09月01日 | emu                                                                 | ESCL-2575                          | 6.エトピリカ |
| 2005年12月07日 | Jazztronik『en:Code』                                               | TKCA-72975                         | 11.LITTLE TREE- feat. 葉加瀬太郎 -                                                                                                  |
| 2006年04月26日 | 10人のヴァイオリニスト                                              | OWCP-2007                          | 2.Bosporus 1.Wild Stallions |
| 2006年12月06日 | 布袋寅泰『SOUL SESSIONS』                                           | TOCT-26167                         | 10.ボルサリーノ vs 葉加瀬太郎 |
| 2007年03月07日 | ゆず『春風』                                                        | SNCC-89902                         | 1.春風 meets 葉加瀬太郎 |
| 2008年05月07日 | Invitation to fantasy world                                         | HUCD-10037                         | 1.WHEN YOU WISH UPON A STAR（星に願いを）                                                                                           |
| 2008年10月01日 | 押尾コータロー『You & Me』                                          | SECL-692 SECL-694                  | 4.Big Blue Ocean feat. 葉加瀬太郎                                                                                                   |
| 2008年10月08日 | トツキトウカ〜ママ贈る子守唄〜                                      | HUCD-10047                         | 1.Lullaby for you 〜イノチノイト〜 ／ 乙葉＆葉加瀬太郎 5.Angel In The House ／ 葉加瀬太郎 12.WHEN YOU WISH UPON A STAR ／葉加瀬太郎 |
| 2008年11月19日 | 加古隆『風のワルツ』                                                | SICC-1039                          | 2.水辺の生活 featuring 葉加瀬太郎                                                                                                   |
| 2012年07月11日 | →Pia-no-jaC←×葉加瀬太郎『BATTLE NOTES』                             | HUCD-10114                         | 1. Csardas 2. 組曲『 』 with Taro Hakase 3. アルルの女 4. HHH Rag 5. 情熱大陸 with →Pia-no-jaC← 6. リベルタンゴ 7. Behind the day   |
| 2012年09月26日 | 柏木広樹『ムジカーザ』                                              | HUCD-10119                         | 5.CACADOR feat.葉加瀬太郎 |
| 2013年05月15日 | アモリ・ヴァッシーリ『カンテロ ジャパン エディション』              | HUCD-10137                         | 17.ウィズ・ワン・ウィッシュ・ミーツ・葉加瀬太郎（日本盤ボーナストラック）                                                           |
| 2014年06月04日 | 安室奈美恵『Ballada』                                               | AVCN-99010B AVCN-99011B AVCN-99012 | 2.CAN YOU CELEBRATE? feat. 葉加瀬太郎 (New Vocal)                                                                                   |
| 2013年07月31日 | D-LITE (from BIGBANG) feat. 葉加瀬太郎『I LOVE YOU』                | AVCY-58128B AVCY-58129             | 1.I LOVE YOU |
| 2014年08月27日 | アリアナ・グランデ『マイ・エヴリシング』                            | UICU-1254 UICU-1255                | 18.ベイビー・アイ feat.葉加瀬太郎 (日本盤ボーナス・トラック)                                                                        |
| 2016年04月06日 | 葉加瀬太郎 / 高嶋ちさ子 / 古澤巌『BEST OF THE THREE VIOLINISTS』    | HUCD-10213                         | |
| 2016年09月07日 | 鳥山雄司『3x5』                                                     | HUCD-10230                         | 15.The Song of Life with 葉加瀬太郎 [Bonus Track]                                                                                   |
| 2017年03月15日 | 葉加瀬太郎 / 高嶋ちさ子 / 古澤巌『BEST OF THE THREE VIOLINISTS II』 | HUCD-10236                         | |

他、『Image』シリーズに多くの曲が収録されている。

## タイアップ・テーマソング
- ドラリオン（シルク・ドゥ・ソレイユ） 「Time Messenger」
- FNNスーパーニュースアンカー（関西テレビ 月〜金曜 16:53-19:00） 「Beyond the Sunset」（演奏は功刀丈弘）
- 情熱大陸（毎日放送） OP：「情熱大陸」（小松亮太との共演）、ED：「Etupirka」
- TBSテレビ ゴルフ中継「Walking with You」
- ファイナルファンタジーXII（スクウェア・エニックス）ED：交響詩 「希望」
- 全日本空輸 イメージソング「Another Sky」
- 新生銀行 イメージソング「COLOR YOUR LIFE」
- 日医工 社歌「WITH ONE WISH」
- やじうまプラス（テレビ朝日）「陽の当たる家」
- ぐるり日本鉄道の旅（BS日テレ）「アフタヌーン・ブリース」
- なんばパークス イメージソング 「Loving Life」（イメージング・プロデューサーとして、一部のロゴデザインなども手がけている）[8]
- キノシタグループ「木下の森」CFソング「Born to Smile」
- いのちのいろえんぴつ（テレビ朝日）「春をどうぞ」
- イブニング・ファイブ／JNNイブニング・ニュース（TBSテレビ）「Something In The Wind」
- 常翔啓光学園中学校・高等学校 授業開始前予鈴音楽「Etupirka」
- 閃光のナイトレイド（テレビアニメ） 音楽・メインテーマ 「The Mission to Complete」
- サンデーフロントライン（テレビ朝日）テーマ「Come fly with me」
- てっぱん（NHK）テーマ「ひまわり」および劇中音楽
- 宇宙戦艦ヤマト2199 星巡る方舟 オープニングテーマ「宇宙戦艦ヤマト2199」- ボーカルの代わりに使われているソロヴァイオリンを葉加瀬太郎が演奏（HATS ALLSTARS『宇宙戦艦ヤマト2199 40th Anniversary ベストトラックイメージアルバム』 HUCD-10172に収録）
- Go-Go たまごっち!（テレビアニメ） エンディングテーマ「ベイビー・アイ」（アリアナ・グランデの曲） - 葉加瀬がヴァイオリン演奏に参加している。アルバム『マイ・エヴリシング』のボーナストラック。
- 一乗谷朝倉氏遺跡 PR曲・福井駅発車メロディ「悠久の一乗谷」
- 羽鳥慎一モーニングショー（テレビ朝日、2015年9月28日 - 2021年3月26日<番組自体は現在も放送中>）テーマ 「Morning Show」
- NEWS23（TBS、2016年3月28日 - 2018年3月30日<番組自体は現在も放送中>）エンディングテーマ「Someday Somehow」[9]
- コニカミノルタプラネタリウム「Feel the Earth ～Music by 葉加瀬太郎～」 挿入BGM「銀河のものがたり」
- 西日本旅客鉄道（JR西日本）のクルーズトレイン「TWILIGHT EXPRESS 瑞風」イメージ曲 「瑞風 ～MIZUKAZE～」
- サンドウィッチマン&芦田愛菜の博士ちゃん（テレビ朝日）テーマ 「博士ちゃん」[10]
- 飛鳥クルーズ テーマ曲「ASUKA」[11][12]

## 主な出演番組
- ANA WORLD AIR CURRENT（J-WAVE、土曜 19:00-19:54）
- ソングラシリーズ（テレビ東京）
- 探偵!ナイトスクープ（朝日放送、金曜 23:17-24:12 「顧問」として不定期で出演）
- NHK紅白歌合戦（NHK、1998年・第49回に工藤静香、2004年・第55回に中島美嘉の伴奏で出演）
- 題名のない音楽会（テレビ朝日、2010年12月12日）
- クイズプレゼンバラエティー Qさま!!（テレビ朝日）出題者として出演
- 中居正広の金曜日のスマイルたちへ（TBSテレビ、2016年9月16日）

## CM出演
- 公共広告機構（現・ACジャパン）「プッシュホーン」のBGM（Etupika）を担当。この曲はのちに情熱大陸のエンディングに使われる。（1998年）
- アサヒビール「アサヒ ザ・マスター」（2009年）
- KDDI「auひかり」 「ハカセ」篇のみ出演。剛力彩芽、大島美幸（森三中）、黒沢かずこ（森三中）と共演。（2014年）
- Uber Eats（2022年10月 - ）ムックと共演[13]。

## 受賞歴
- GQ Men of the Year 2015（2015年）[14]

## プロデュースイベント
- 福岡音楽祭〜ONKEI〜音恵（RKB毎日放送、2016年〜）